# Johann Staden

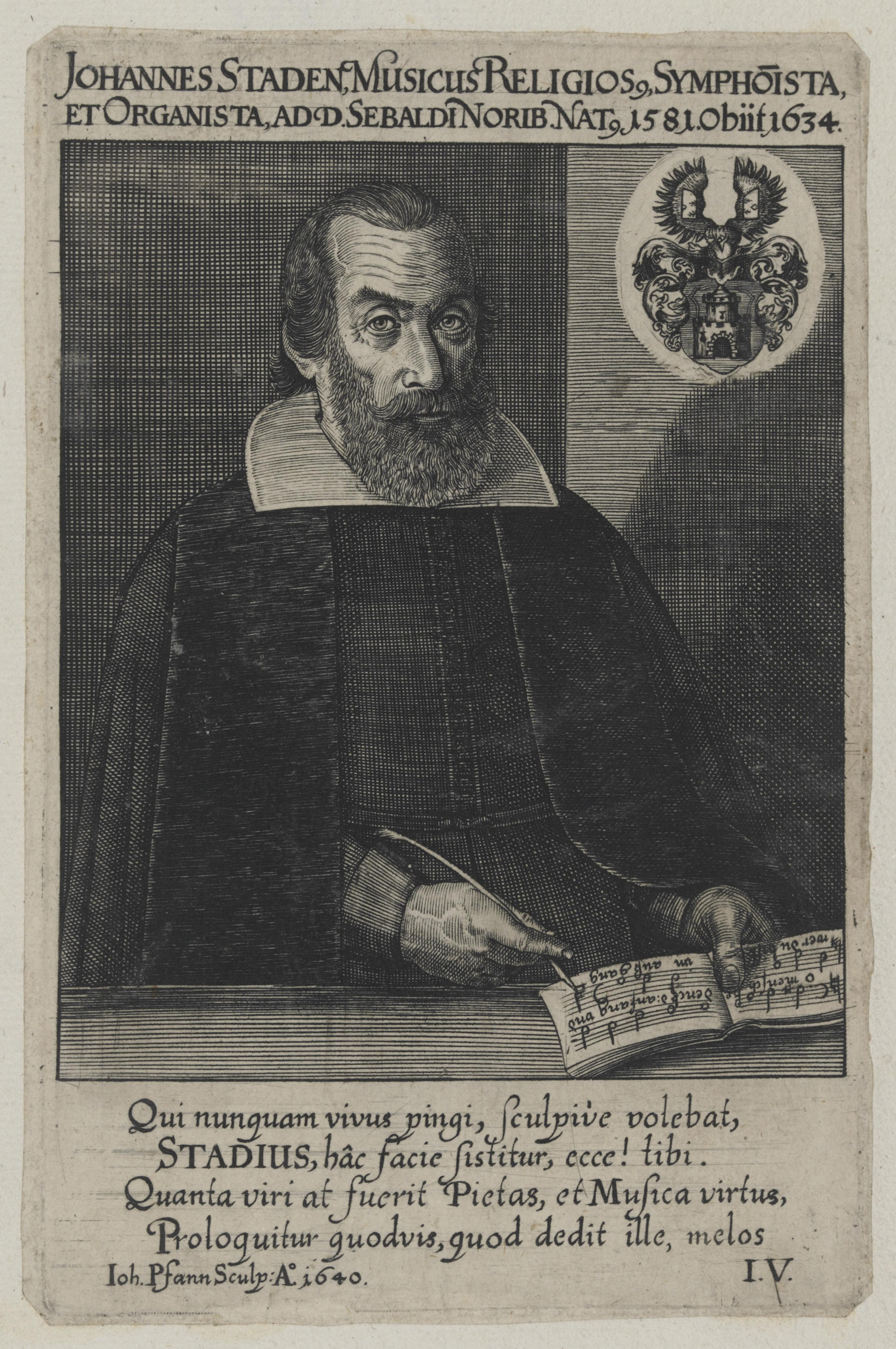
Johann Staden.

Johann Stader (Norimberga, battezzato il 2 luglio 1581 – Norimberga, 15 novembre 1634) è stato un organista e compositore tedesco.

## Biografia
Figlio di Hans Staden e di Elisabeth Löbelle, la sua data di nascita esatta è sconosciuta. I registri battesimali di Norimberga, tuttavia, citano un certo Johannes Starnn battezzato il 2 luglio 1581. A 18 anni era già abbastanza famoso e lavorava come organista nelle chiese cittadine. Dal 1604 prestò servizio come organista presso la corte di Bayreuth, e, nello stesso anno, si sposò.
L'anno seguente la corte si trasferì a Kulmbach, dove Staden rimase fino al 1610, pubblicando due raccolte di canzoni profane intitolate Neue teutsche Lieder e Neue teutsche geistliche Gesäng. È possibile che abbia visitato Bayreuth di nuovo nel 1610 e che sia tornato a Norimberga nel 1611, in quanto sua figlia venne battezzata lì in quell'anno. Nel giugno 1612 lasciò Norimberga per succedere ad Hans Leo Hassler come organista di corte a Dresda.
Occupò quell'incarico fino al 1615, anno in cui divenne organista della Spitalkirche di Norimberga. Successivamente si spostò nella chiesa di San Lorenzo, succedendo a Kaspar Hassler. Infine, nel 1618 divenne organista presso la chiesa di San Sebaldo, incarico che mantenne per il resto della vita.

## Opere
Gran parte delle composizioni di Staden vennero stampate. Le sue prime opere pubblicate furono, nel 1606, i Neue teutsche Lieder. Un'altra raccolta, intitolata Neue teutsche geistliche Gesäng, apparve nel 1609. L'anno seguente venne pubblicata la Venus Kräntzlein. I pezzi sono tutti molto semplici, con basi armoniche elementari e pochissimo contrappunto imitativo.
Nel 1616 diede alle stampe Harmoniae sacrae, contenente alcune composizioni religiose e introducendo il concetto di basso continuo. La sua musica strumentale conta circa duecento titoli, fra i quali movimenti di danza e sonate. Staden fu anche insegnante ed ebbe come allievi Johann Erasmus Kindermann, il proprio figlio Sigmund Theophil Staden e numerosi compositori minori di Norimberga.